# Akrolekt
Als Akrolekt bezeichnet die Strataforschung die mit dem höchsten Prestige ausgezeichnete Form einer Sprache, die meistens mit der Standard- oder Hochsprache identisch ist.
Der Begriff leitet sich von griechisch ἄκρον ákron „Spitze“ und griechisch λέγω légō „sprechen/sagen“ ab. Er wurde 1965 von William Stewart als Gegensatz zu Basilekt eingeführt und in den frühen 1970er Jahren von Derek Bickerton aufgenommen, um das Phänomen des Code-Switching, d. h. des abrupten Wechsels zwischen einer Kreolsprache und einer Standardsprache – in diesem Falle zum Englischen –, zu beschreiben. Als Mittelform zwischen Akrolekt und Basilekt führte Bickerton zudem den Begriff Mesolekt ein.